# Епархия Александрии — Корнуолла
Епархия Александрии — Корнуолла  (лат. Dioecesis Alexandrina-Cornubiensis) — епархия Римско-Католической церкви с центром в городе Александрия, Канада. Епархия Александрии-Корнуолла входит в архиепархию Кингстона. Кафедральным собором епархии Александрии-Корнуолла является собор святого Финнана в городе Александрии.

## История
21 января 1890 года Святой Престол учредил епархию Александрии в Америке, выделив её из архиепархии Кингстона. После образования епархии 17 сентября 1976 года епархия Александрии в Америке была переименована в епархию Александрии-Корнуолла.

## Ординарии епархии
- епископ Alexander Macdonell (18.07.1890 — 30.05.1905);
- епископ William Andrew Macdonell (21.03.1906 — 17.11.1920);
- епископ Félix Couturier (28.06.1921 — 27.07.1941);
- епископ Rosario L. Brodeur (27.07.1941 — 15.10.1966);
- епископ Адольф Пру (28.04.1967 — 13.02.1974);
- епископ Eugène Philippe LaRocque (24.06.1974 — 27.04.2002);
- епископ Поль-Андре Дюроше (27.04.2002 — 12.10.2011) - назначен архиепископом Гатино;
  - Sede vacante (12.10.2011 - 28.06.2012);
- епископ Marcel Damphousse (28.06.2012 - по настоящее время).

## Источник
- Annuario Pontificio, Libreria Editrice Vaticana, Città del Vaticano, 2003, ISBN 88-209-7422-3